# Kushtia (district)
Pour les articles homonymes, voir Kushtia.
Kushtia est un district du Bangladesh. Il est situé dans la division de Khulna. La ville principale est Kushtia.

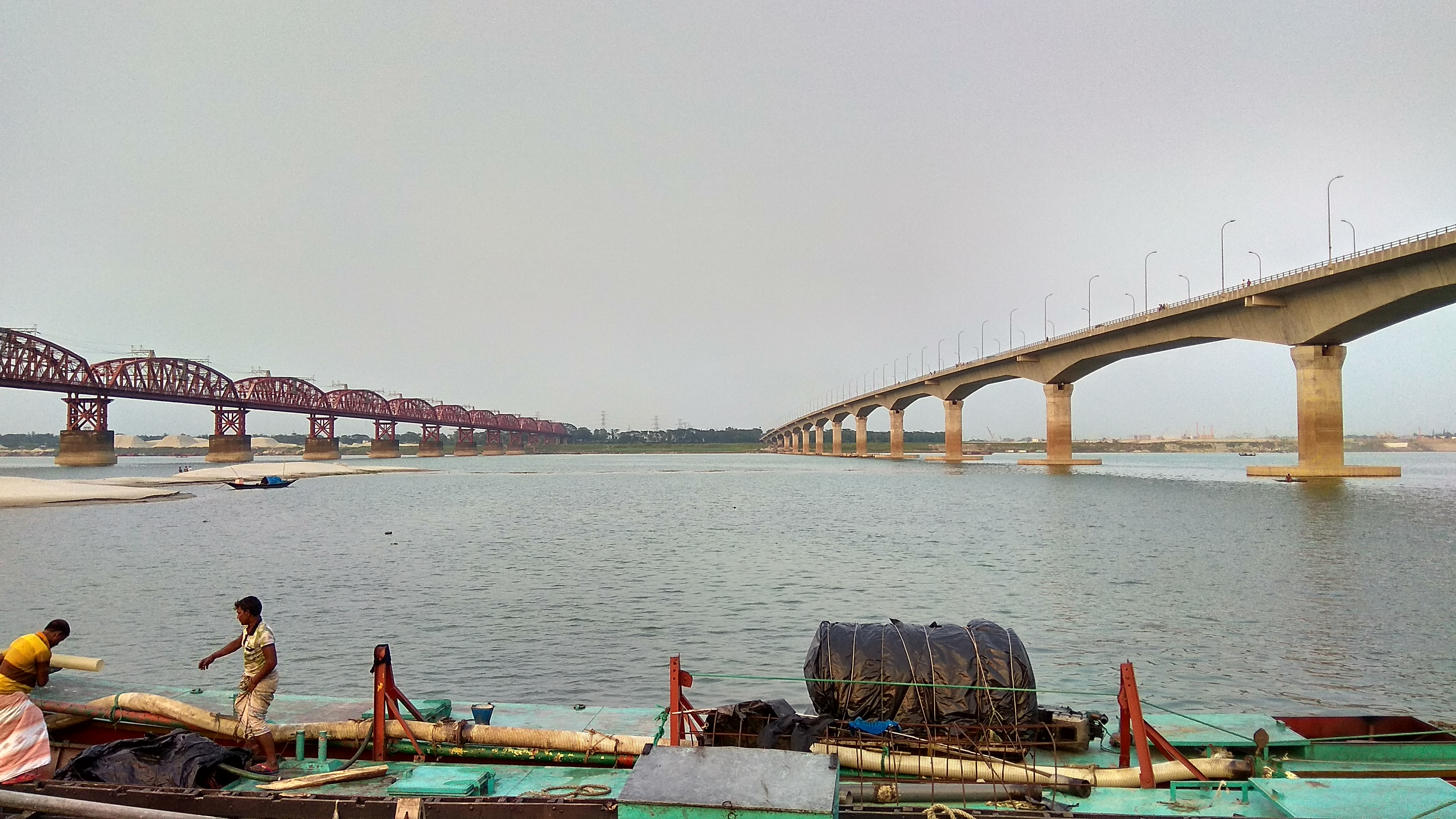
Rivière Padma, pont Hardinge et pont Lalon Shah

## Personnalités liées
- Shahinoor Rahman , universitaire, folkloriste, chanteur et éditeur au Bangladesh y est né en 1966